# Несанкціонований доступ
Несанкціоно́ваний до́ступ до інформа́ції — доступ до інформації з порушенням посадових повноважень співробітника, доступ до закритої для публічного доступу інформації з боку осіб, котрі не мають дозволу на доступ до цієї інформації. Також іноді несанкціонованим доступом називають одержання доступу до інформації особою, що має право на доступ до цієї інформації в обсязі, що перевищує необхідний для виконання службових обов'язків.

## Причини несанкціонованого доступу до інформації
- помилки конфігурації (прав доступу, брандмауерів, обмежень на масовість запитів до баз даних)
- слабка захищеність засобів авторизації (розкрадання паролів, смарт-карт; фізичний доступ до устаткування, що погано охороняється; доступ до незаблокованих робочих місць співробітників під час відсутності співробітників)
- помилки в програмному забезпеченні
- зловживання службовими повноваженнями (викрадення резервних копій, копіювання інформації на зовнішні носії при праві доступу до інформації)
- прослуховування каналів зв'язку при використанні незахищених з'єднань всередині ЛОМ
- використання клавіатурних шпигунів, вірусів і троянів на комп'ютерах співробітників.

## Типові кроки для отримання несанкціонованого доступу
1. Збір інформації щодо ІТ профілю жертви, так званого цифрового сліду (англ. footprint)
2. Аналіз інформації, насамперед відкритих TCP, UDP портів та існуючих способів отримання доступу до комп'ютерної мережі жертви
3. Отримання логінів і паролів користувачів із застосуванням:
  - Методом соціальної інженерії, як правило хакер видає себе за співробітника ІТ відділу компанії, якому необхідна інформація, щодо облікових даних користувача для вирішення якихось надуманих проблем
  - Отримання доступу до паперового сміття жертви
  - Спеціальних програм для злому паролів. Ці програми використовують списки слів, фраз, або інших комбінацій букв, цифр і символів, які користувачі комп'ютерів часто використовують як паролі
4. Якщо вдається отримати доступ до комп'ютерної мережі жертви, хакер намагається набути адміністраторських привілеїв. Для цього ведеться пошук на файлових системах та використовуються трояни
5. Після отримання адміністраторських привілеїв хакер проводить детальний аналіз комп'ютерної системи жертви, отримуються доступ до баз даних, вебсерверів та інших комп'ютерних ресурсів
6. Організація так званого бекдор — чорного входу. Хакер створює нестандартні методи отримання доступу до мережі жертви для запобігання свого виявлення і блокування ІТ спеціалістами компанії[1]